# Акший (Восточно-Казахстанская область)
Акший (каз. Ақши) — упразднённое село в Аягозском районе Восточно-Казахстанской области Казахстана. Входило в состав Тарлаулинского сельского округа. Исключено из учётных данных в 2017 г. Код КАТО — 633485300.

## Население
В 1999 году население села составляло 143 человека (76 мужчин и 67 женщин). По данным переписи 2009 года, в селе проживало 16 человек (9 мужчин и 7 женщин).